# Gert Reinhart
Gert Reinhart (* 1. April 1934 in Stuttgart; † 13. August 2007 in Dresden) war ein deutscher Rechtswissenschaftler und Hochschullehrer an der Ruprecht-Karls-Universität Heidelberg.

## Leben
Nach dem Abitur 1954 in Stuttgart begann Reinhart ein Studium der Rechtswissenschaften und der Volkswirtschaftslehre an den Universitäten Heidelberg und Bonn, das er 1958 mit dem Ersten Juristischen Staatsexamen in Heidelberg beendete. Nach dem anschließenden Referendariat im Bezirk des Oberlandesgerichts Karlsruhe legte er 1962 sein Zweites Staatsexamen in Stuttgart ab. Anschließend war er zunächst als wissenschaftlicher Assistent, später als Akademischer Rat an der Universität Heidelberg, wo er 1968 bei Eduard Wahl zum Dr. iur. utr. promovierte. Seine Habilitation, mit der ihm die Venia legendi für die Fächer Deutsches und Europäisches Wirtschaftsrecht, Rechtsvergleichung und Internationales Privatrecht erteilt wurde, schloss Reinhart 1981 ab. Anschließend war er bis zu seiner Emeritierung 2001 als außerplanmäßiger Professor an der Universität Heidelberg und als Akademischer Direktor des dortigen Instituts für ausländisches und internationales Privat- und Wirtschaftsrecht tätig.
Außerdem war Reinhart Gastprofessor unter anderem an der Samford University in Birmingham (Alabama). Zudem fungierte Reinhart lange Jahre als Fakultätsbeauftragter für die Partnerschaft der Heidelberger Juristischen Fakultät mit der Rechtsfakultät der Universität Montpellier.

## Wirken und Werke (Auswahl)
Reinhart forschte und publizierte insbesondere zur Rechtsvereinheitlichung und dem internationalen Privatrecht, wobei wiederum der Schwerpunkt auf dem UN-Kaufrecht lag, zu dem er einen Kommentar verfasste. Auch das internationale Wirtschafts- und Kartellrecht umfasste sein Forschungsgebiet.
- Die vorsätzliche Zuwiderhandlung gegen das Kartellverbot. Heymanns, Köln 1963.
- Das Verhältnis von Formnichtigkeit und Heilung des Formmangels im bürgerlichen Recht. Universitätsverlag, Heidelberg 1969 (Dissertation).
- UN-Kaufrecht: Kommentar zum Übereinkommen der Vereinten Nationen vom 11. April 1980 über den internationalen Warenkauf. C.F. Müller, Heidelberg 1991, ISBN 978-3-8114-7690-5.